# Kamertussenschot

Normaal echocardiogram

Het kamertussenschot,  in de medische literatuur doorgaans ventrikelseptum of interventriculair septum,  (Latijn: septum interventriculare cordis) vormt in het hart een stevige afscheiding tussen de linker- en de rechterventrikel. Het kamertussenschot loopt schuin naar achteren en naar rechts. Het maakt een bocht met de convexiteit in de richting van de rechterventrikel; de randen komen overeen  met de sulci interventriculares anterior et posterior. 

## Onderdelen
Het grootste deel van het kamertussenschot is een onderdeel van  de  hartspier (musculaire deel). Het bovenste, achterste deel, dat het onderste deel van de aorta scheidt van het onderste deel van de rechterboezem en het bovenste deel van de rechterkamer, is dun en bestaat uit bindweefsel, dit deel is het membraneuze deel van het harttussenschot. Het kamertussenschot wordt van zuurstofrijk bloed voorzien door de voorste interventriculaire tak van de linker kransslagader en door de achterste interventriculaire tak die meestal onderdeel is van de rechterkranslagader, maar soms van de ramus circumflexus.

## Geschiedenis
Bij veel diersoorten is het kamertussenschot of het boezemtussenschot niet volledig dicht. Op grond van onderzoek bij dieren leerde de Romeinse arts Galenus (130-200) dat dit bij de mens ook zo was. Pas na 1543 ontdekte Vesalius dat het harttussenschot bij de gezonde mens ondoorlaatbaar is.

## Stoornissen
- Een gat in het kamertussenschot is een ventrikelseptumdefect (VSD).
- Een verdikking van het kamertussenschot, zoals  optreedt bij hypertrofische obstructieve  cardiomyopathie leidt tot een vernauwing van het uitstroomkanaal van de linkerventrikel, dat klachten geeft als van een aortastenose.
- Een hartinfarct kan optreden in het septum.

## Bron
1. ↑  Everdingen, J.J.E. van, Eerenbeemt, A.M.M. van den (2012). Pinkhof Geneeskundig woordenboek (12de druk). Houten: Bohn Stafleu Van Loghum.